# بيتر يوناس (مدرب تزلج فني)
بيتر جوناس (بالألمانية: Peter Jonas)‏ هو متزلج فني نمساوي، ولد في 18 يونيو 1941 في فيينا في النمسا.

## وصلات خارجية
- بيتر جوناس على موقع أوليمبيديا (الإنجليزية)